# Tour de Pologne 2018 – 1. etap
1. etap kolarskiego wyścigu Tour de Pologne 2018 odbył się 4 sierpnia. Start etapu miał miejsce na Rynku Głównym w Krakowie natomiast meta w Krakowie. Etap liczył 134 kilometry.

## Premie
Na 1. etapie będą następujące premie:
| Rodzaj | Rodzaj           | Miejscowość (z okazji) | Kilometry (od startu) | Kilometry (do mety) |
| ------ | ---------------- | ---------------------- | --------------------- | ------------------- |
|        | Specjalna        | Lanckorona             | 42,2 km               | 91,8 km             |
|        | Górska (IV kat.) | Bachowice              | 74,8 km               | 59,2 km             |
|        | Górska (IV kat.) | Kaszów                 | 100,4 km              | 33,6 km             |
|        | Lotna            | Kraków 100-lecie PCK   | 114,3 km              | 19,7 km             |

### Wyniki
| Specjalna – Lanckorona |               |        |        |
| Miejsce                | Zawodnik      | Zespół | Punkty |
| 1.                     | Michał Paluta | CCC    | –      |

| Górska – Bachowice |               |        |        |
| Miejsce            | Zawodnik      | Zespół | Punkty |
| 1.                 | Michał Paluta | CCC    | 1      |

| Górska – Kaszów |               |        |        |
| Miejsce         | Zawodnik      | Zespół | Punkty |
| 1.              | Michał Paluta | CCC    | 1      |

| Lotna – Kraków |                      |        |        |
| Miejsce        | Zawodnik             | Zespół | Punkty |
| 1.             | Alessandro De Marchi | BMC    | 3      |
| 2.             | Michał Paluta        | CCC    | 2      |
| 3.             | Stéphane Rossetto    | COF    | 1      |

## Wyniki etapu
| Miejsce | Zawodnik          | Państwo  | Zespół                | Czas       | Bon.  | Pkt. |
| ------- | ----------------- | -------- | --------------------- | ---------- | ----- | ---- |
| 1.      | Pascal Ackermann  | Niemcy   | Bora-Hansgrohe        | 2h 59' 11" | -10 s | 20   |
| 2.      | Álvaro Hodeg      | Kolumbia | Quick-Step Floors     | + 0"       | -6 s  | 19   |
| 3.      | Matteo Trentin    | Włochy   | Mitchelton-Scott      | + 0"       | -4 s  | 18   |
| 4.      | Giacomo Nizzolo   | Włochy   | Trek-Segafredo        | + 0"       | —     | 17   |
| 5.      | Danny van Poppel  | Holandia | Team LottoNL-Jumbo    | + 0"       | —     | 16   |
| 6.      | Mike Teunissen    | Holandia | Team Sunweb           | + 0"       | —     | 15   |
| 7.      | Simone Consonni   | Włochy   | UAE Team Emirates     | + 0"       | —     | 14   |
| 8.      | Clément Venturini | Francja  | Ag2r-La Mondiale      | + 0"       | —     | 13   |
| 9.      | Maciej Paterski   | Polska   | Reprezentacja Polski  | + 0"       | —     | 12   |
| 10.     | Paweł Franczak    | Polska   | CCC Sprandi Polkowice | + 0"       | —     | 11   |

## Klasyfikacje po 1. etapie

### Klasyfikacja generalna
| Miejsce | Zawodnik             | Państwo  | Zespół                     | Czas       |
| ------- | -------------------- | -------- | -------------------------- | ---------- |
|         | Pascal Ackermann     | Niemcy   | Bora-Hansgrohe             | 2h 59' 01" |
| 2.      | Álvaro Hodeg         | Kolumbia | Quick-Step Floors          | + 4"       |
| 3.      | Matteo Trentin       | Włochy   | Mitchelton-Scott           | + 6"       |
| 4.      | Alessandro De Marchi | Włochy   | BMC Racing Team            | + 7"       |
| 5.      | Michał Paluta        | Polska   | CCC Sprandi Polkowice      | + 8"       |
| 6.      | Stéphane Rossetto    | Francja  | Cofidis, Solutions Crédits | + 9"       |
| 7.      | Giacomo Nizzolo      | Włochy   | Trek-Segafredo             | + 10"      |
| 8.      | Danny van Poppel     | Holandia | Team LottoNL-Jumbo         | + 10"      |
| 9.      | Mike Teunissen       | Holandia | Team Sunweb                | + 10"      |
| 10.     | Simone Consonni      | Włochy   | UAE Team Emirates          | + 10"      |

### Klasyfikacja punktowa
| Miejsce | Zawodnik         | Państwo  | Zespół             | Punkty |
| ------- | ---------------- | -------- | ------------------ | ------ |
|         | Pascal Ackermann | Niemcy   | Bora-Hansgrohe     | 20     |
| 2.      | Álvaro Hodeg     | Kolumbia | Quick-Step Floors  | 19     |
| 3.      | Matteo Trentin   | Włochy   | Mitchelton-Scott   | 18     |
| 4.      | Giacomo Nizzolo  | Włochy   | Trek-Segafredo     | 17     |
| 5.      | Danny van Poppel | Holandia | Team LottoNL-Jumbo | 16     |

### Klasyfikacja górska
| Miejsce | Zawodnik      | Państwo | Zespół                | Punkty |
| ------- | ------------- | ------- | --------------------- | ------ |
|         | Michał Paluta | Polska  | CCC Sprandi Polkowice | 2      |

### Klasyfikacja najaktywniejszych
| Miejsce | Zawodnik             | Państwo | Zespół                     | Punkty |
| ------- | -------------------- | ------- | -------------------------- | ------ |
|         | Alessandro De Marchi | Włochy  | BMC Racing Team            | 3      |
| 2.      | Michał Paluta        | Polska  | CCC Sprandi Polkowice      | 2      |
| 3.      | Stéphane Rossetto    | Francja | Cofidis, Solutions Crédits | 1      |

### Klasyfikacja drużynowa
| Miejsce | Zespół                | Państwo           | Czas       |
| ------- | --------------------- | ----------------- | ---------- |
|         | Trek-Segafredo        | Stany Zjednoczone | 8h 57' 33" |
| 2.      | Team Sunweb           | Niemcy            | + 0"       |
| 3.      | Bahrain-Merida        | Bahrajn           | + 0"       |
| 4.      | CCC Sprandi Polkowice | Polska            | + 0"       |
| 5.      | Astana Pro Team       | Kazachstan        | + 0"       |